# 玉女聊齋
《玉女聊齋》是一部由香港三级电影，1998年上映。主演者有林偉健、徐锦江、洪曉芸、楊嘉玲等。这部电影由曹建南担任導演，本片以「聊齋」為名，劇情與小說《聊齋志異》有小量關係。亦是林偉健從演生涯中接拍的第一部三級電影。

## 剧情
朱爾旦（林偉健 飾）為一個膽小如鼠的男人，他納了江橫莉（洪曉芸 飾）為妾，但妻子卻常偷嬾。一次，他在廢堆裏險被女鬼（楊梵 飾）殺死，辛好被神仙陸判（徐锦江 飾）救走。陸判一向掌握凡間的生與死，一次，朱被王帝人要求到山神廟搬陸判之神像，否則殺了朱，他一向膽小如鼠，為了不被殺，他只好把陸判之神像搬走，但在途中卻意外咂碎了。陸判得知后去了懲罰王帝人，他同時也把朱救下了，陸判要求他把生死冊修補，朱見陸判把自己救下來了，並答應了他。從此，朱的妻子脱胎換骨，自己同時也變了才子，但是，朱爾旦因此而令自己的命運被改了...

## 演員表
| 演員   | 角色   | 粵語配音 | 備註 |
| 林偉健 | 朱爾旦 | 陳欣     | 江橫莉之夫 陸判之好友 性格膽小如鼠，所以常被霸凌 被陸判幫忙安裝新的下體 後變得貪心 片尾被打回原形                   |
| 徐錦江 | 陸判   | 張炳強   | 神仙 掌握凡間的生與死 西門柔之父 朱爾旦之好友 替朱爾旦幫忙安裝新的下體 最後把朱爾旦、江橫莉打回原形                 |
| 洪曉芸 | 江橫莉 | 曾秀清   | 朱爾旦之妻 性格嬾散，經常偷嬾 後透過陸判而令自己變得美麗 最後被陸判打回原形，並忘記被陸判改變後的事                 |
| 楊嘉玲 | 水仙   | 陸惠玲   | 被朱爾旦的新下體勾搭而令朱爾旦無法忘記自己 朱爾旦的喜歡對象 王帝人之妻 後為朱爾旦的妻子之一                         |
| 鍾真   | 如意   | 曾秀清   | |
| 黃斌   | 仙根   | 黃斌     | 朱爾旦的新下體 性格好色 被陸判安裝在朱爾旦的下體上 被朱爾旦認為自己的弟弟                                           |
| 楊梵   | 女鬼   | 陸惠玲   | 陸判府内的樸人 真証的身體為一個鬼 在開頭打算殺死朱爾旦，但被陸判發現並阻止 本來會被陸判收復，但因其心情好而被其放走 |
| 初本科 | 王帝人 | 黃志明   | 大王帝 水仙之夫 朱爾旦之天敵兼情敵 後妻子被有財有勢的朱爾旦搶走                                                     |
|        | 婦人   | 陸惠玲   | 欠債婦人 自己的丈夫欠下王帝人的錢，但丈夫卻死掉 被王帝人派出的朱爾旦收錢                                            |

## 軼事
本片為著名三級片常客徐錦江首次拍攝自己沒有脫場面的三級片。
本片為90年代末的三級片常客之一的林偉健首部情色三級片。

## 外部連結
- 開眼電影網上《玉女聊齋》的資料（繁體中文）
- 香港影庫上《玉女聊齋》的資料（繁體中文）
- 豆瓣电影上《玉女聊齋》的資料 （简体中文）
- AllMovie上《玉女聊齋》的资料（英文）
- 互联网电影数据库（IMDb）上《玉女聊齋》的资料（英文）